# Think! (Dr.-Lonnie-Smith-Album)
Think! ist ein Jazzalbum von Lonnie Smith. Die am 23. Juli 1968 im Van Gelder Studio, Englewood Cliffs, New Jersey, entstandenen Aufnahmen erschienen auf Blue Note Records als Langspielplatte 1969, als Compact Disc erstmals 1988.

## Hintergrund
Think! war nach Finger Lickin’ Good (Columbia, 1967) das zweite Album des Organisten Lonnie Smith und das erste für das Label Blue Note Records. Smith nahm das Album mit einer Gruppe auf, welcher u. a. der Trompeter Lee Morgan, der Tenorsaxophonist David Fathead Newman, der Gitarrist Melvin Sparks und der Schlagzeuger Marion Booker Jr. angehörte. Außer zwei Eigenkompositionen – „The Call of the Wild“ und „Slouchin’“ – interpretierte Smith Coverversionen von R&B- und Jazztiteln, Hugh Masekelas „Son of Ice Bag“ von 1967, Aretha Franklins Song „Think“ (1968) und das Traditional „Three Blind Mice“, das seit Frankie Trumbauer und Bix Beiderbecke (1927) zahlreiche Jazzmusiker wie Red Nichols, Gene Ammons, Art Blakey, Lambert, Hendricks & Bavan, Randy Weston und Toshiko Akiyoshi gespielt hatten.
Im Interview mit Nick Deriso (Something Else!) sagte Lonnie Smith 2012 zu dem Stück „Think!“:
Oh, yeah! At that time, I would record that stuff, but I wouldn’t play it. I really didn’t care. I would get on the stage, and I would play it entirely differently. That was rough, because people, when they come to see you, they had one thing in mind — what they heard on the radio. I remember doing concerts, headlining, and I would get there and people would get angry with me because I was doing newer original compositions. They wanted to hear the record. That’s what they came to hear. That’s not good. Not good. For instance, if you go hear a pop star, you want them to play that song. That’s how they got you there in the first place. Bill Doggett used to have the song “Honky Tonk,” and he had to play that thing until the day he died. Every set, sometimes two or three times. They didn’t care. That’s what I remember, him playing those records over and over again. I didn’t want to do that.
„Oh ja! Damals habe ich das Zeug aufgenommen, aber nicht [live] gespielt; war mir wirklich egal. Ich würde auf die Bühne gehen und es ganz anders spielen. Das war hart, weil die Leute, wenn sie zu [deinem Konzert] kamen, eines im Sinn hatten – was sie im Radio hörten. Ich erinnere mich, dass ich Konzerte gab, Headliner war, und ich kam dorthin und die Leute wurden wütend auf mich, weil ich neuere Eigenkompositionen spielte. Sie wollten die Platte hören. Das haben sie gehört. Das ist nicht gut. Nicht gut. Wenn Sie beispielsweise einen Popstar hören, möchten Sie, dass er diesen Song spielt. So haben sie dich in erster Linie dorthin gebracht. Bill Doggett hatte das Lied „Honky Tonk“ und musste dieses Ding bis zu seinem Tod spielen. Jeden Satz, manchmal zwei- oder dreimal. Es war ihnen egal. Daran erinnere ich mich, dass er diese Platten immer und immer wieder spielte; das wollte ich nicht machen.“

## Diskographische Hinweise
Das Titelstück erschien auch auf der Blue-Note-Kompilation Blue'n Soul - Do the Jerk (CDP7-99105-2), gekoppelt mit zwischen 1965 und 1976 entstandenen Aufnahmen von Blue Mitchell, Big John Patton, Hank Mobley und Earl Klugh.

## Titel
Dr. Lonnie Smith: Think! (BST 84290)
1. Son of Ice Bag (Hugh Masekela) 11:08
2. The Call of the Wild (Lonnie Smith) 12:22
3. Think (Aretha Franklin, Ted Wright) 4:43
4. Three Blind Mice (Traditional) 6:24
5. Slouchin’ (Lonnie Smith) 6:45

## Rezeption
Matt Collar verlieh dem Album in Allmusic viereinhalb Sterne und schrieb, Think! sei mit Sicherheit eine der stärksten Aufnahmesessions, die der Hammond B-3-Meister für das Label Blue Note produziert hätte. Mit einer herausragenden Musikergruppe sei ihm  eine perfekte Mischung aus funkigem Soul und zukunftsorientiertem Jazz gelungen.
In seiner Doppelrezension von Think! und Evolution (2016) schrieb Marc Davis in All About Jazz, Think! sei wohl die beste Platte des Organisten; „ein wilder und tierischer Soul-Funk-Jazz-Klassiker“. Ihn zu hören, sei pures Vergnügen – und das nicht nur aus nostalgischen Gründen; es sei inspirierte Musik. Das erste Stück, Hugh Masekelas „Son of Ice Bag“, sei ein energiegeladenes 11-minütiges Soul-Funk-Workout. Das folgende „The Call of the Wild“ seien zwölf Minuten voller freakiger, heißer und mächtiger afro-kubanischer Rhythmen und Grooves. Und dann das Titelstück, es ist der Hitsong von Aretha Franklin, der einer groovigen Orgel-Jazz-Behandlung unterzogen wurde.